# Плита (Южная Осетия)
Плита (осет. Плита), ранее Кицина (осет. Китсин, груз. ქიწინა — Кицина) — село в Закавказье, расположено на севере Цхинвальского района Южной Осетии, фактически контролирующей село; согласно юрисдикции Грузии — в Горийском муниципалитете. 
Центр Ново-Куртатинской сельской администрации в РЮО.

## География
Село располагается к востоку от сёл Андис и Свер и к западу от села Залда.

## Население
В 1987 году в селе Кицина проживало 60 человек. По переписи 2015 года численность населения с. Плита составила 30 жителей. 

## Топографические карты
- Лист карты K-38-52 Джава. Масштаб: 1 : 100 000. Состояние местности на 1987 год. Издание 1989 г.